# Брежани (Сребреница)
Брежани су насељено мјесто у општини Сребреница, Република Српска, БиХ. Према попису становништва из 2013. у насељу је живјело 94 становника.

## Историја
Брежане су у зору 30. јуна 1992. опколиле и напале муслиманске снаге из Сребренице. Нападачи су убили 32 српска цивила и војника, а затим опљачкали и запалили насеље. Најмлађа жртва масакра имала је 15, а најстарија 88 година. Један дио преживјелих мјештана успио је побјегне и да се сакрије током напада.

## Споменик
Преживјели становници Брежана су подигли споменик у знак сјећања на жртве масакра који се десио 30. јуна 1992. године.

## Становништво
| Националност       | 2013. | 1991. | 1981. | 1971. | 1961. |
| Срби               | 94    | 271   | 337   | 378   |       |
| Муслимани          |       | 5     | 6     | 6     |       |
| Роми               |       |       | 1     |       |       |
| остали и непознато |       |       |       |       |       |
| Укупно             | 94    | 276   | 344   | 384   | 356   |

| Демографија | Демографија | Демографија |
| Година      | Становника  | Становника  |
| ----------- | ----------- | ----------- |
| 1948.       | 165         |             |
| 1953.       | 276         |             |
| 1961.       | 356         |             |
| 1971.       | 384         |             |
| 1981.       | 344         |             |
| 1991.       | 276         |             |
| 2013.       | 104         |             |